# Sohel Altan Gol
Sohel Altan Gol (* 1989 in Berlin) ist ein deutsch-türkischer Schauspieler.

## Leben
Sohel Altan Gol machte seine ersten Bühnenerfahrungen in der Berliner Off-Theaterszene in Produktionen des Hoftheaters Kreuzberg, im Hebbel am Ufer und im Ballhaus Naunynstraße. Seine schauspielerische Ausbildung absolvierte er von 2009 bis 2011 an der Berliner Universität der Künste und anschließend an der Bayerischen Theaterakademie in München. 2010 gastierte er als Hakim in der Produktion Verrücktes Blut (Regie: Nurkan Erpulat/Jens Hillje) bei der Ruhrtriennale.
Ab der Spielzeit 2012/13 war er bis zum Ende der Spielzeit 2014/15 festes Ensemblemitglied am Münchner Volkstheater, an dem er verschiedene Rollen des klassischen und modernen Theaterrepertoires spielte. Dort arbeitete er unter der Regie von Christian Stückl, Abdullah Karaca, Jan Gehler und Lilja Rupprecht. Zu seinen Bühnenrollen gehörten u. a. Camille Desmoulins in Dantons Tod, Albert in Die Leiden des jungen Werthers, der Sozialist Kruk in Ghetto von Joshua Sobol und der Narr in Das Wintermärchen.
Für seine Darstellung des Woyzeck wurde er 2014 mit der „TZ-Rose der Woche“ ausgezeichnet.
Für die Theaterstücke Arabboy (2012) und Woyzeck (2014) komponierte er auch die Musik und den Soundtrack.
Weitere Theaterengagements hatte er an der Neuköllner Oper (2016–17) und am Staatstheater Nürnberg (2017).
Sohel Altan Gol wirkte auch in mehreren Kino- und TV-Produktionen mit. Er arbeitete u. a. mit den Regisseuren Andreas Herzog, Christian Alvart, Rosa von Praunheim und Jan Fehse. In dem zweiteiligen Fernsehfilm Verlorene Sicherheit (2017) aus der ZDF-Krimireihe Unter Verdacht verkörperte er, an der Seite von Senta Berger, den tatverdächtigen jungen türkischstämmigen Polizisten Cem Oktay, das ehemalige Pflegekind der Ermittlerin Eva-Maria Prohacek. 2019 wirkte er in Rosa von Praunheims Spielfilm Darkroom - Tödliche Tropfen mit. In der 12. Staffel der ZDF-Serie SOKO Stuttgart (2020) übernahm er eine der Episodenrollen als Bruder eines jungen homosexuellen Iraners. In der ab September 2021 ausgestrahlten neuen ZDF-Krimiserie Jenseits der Spree verkörperte Sohel Altan Gol den tatverdächtigen, von seiner Frau getrennt lebenden türkischen Restaurantbesitzer Devran Alev.
Sohel Altan Gol ist Vater einer Tochter. Er lebt in Berlin.

## Filmografie (Auswahl)
- 2010: Die Fremde (Kinofilm)
- 2015: Fünf Freunde 4 (Kinofilm)
- 2017: Notruf Hafenkante: Die Abrechnung (Fernsehserie, eine Folge)
- 2017: Unter Verdacht: Verlorene Sicherheit (Fernsehreihe)
- 2017: Die Kanzlei: Familienbande (Fernsehserie, eine Folge)
- 2018: Dogs of Berlin (Fernsehserie)
- 2019: Darkroom – Tödliche Tropfen (Kinofilm)
- 2020: SOKO Stuttgart: Bunte Liebe (Fernsehserie, eine Folge)
- 2021: München Mord: Der Letzte seiner Art (Fernsehreihe)
- 2021: Jenseits der Spree: Tunnelblick (Fernsehserie, eine Folge)
- 2022: Strafe – Der Dorn (Fernsehreihe)
- 2023: Suburræterna (Fernsehreihe)
- 2024: Pauline (Miniserie)
- 2024: Wer ohne Schuld ist (Fernsehfilm)
- 2025: Auf der Walz – Drei Jahre und ein Tag (Fernsehfilm)